# DeaDBeeF
DeaDBeeF je audio přehrávač vhodný zejména pro audiofily. K dispozici je pro GNU+Linux, Android a další Unix operační systémy. DeaDBeeF je zdarma a open source software, s výjimkou Androidu.

## Historie
Přehrávač byl poprvé představen v srpnu 2009.  Dle citace autora programu, program byl napsán z nespokojenosti nabídky audiopřehrávačů pod GNU/Linux. To byl tak hlavní důvod pro napsaní programu DeaDBeeF. Název je odkazem na magické číslo 0xDEADBEEF.

## Vlastnosti
Podporované formáty a funkce programu DeaDBeeF:
- Podpora pro formáty MP3, FLAC, APE, TTA, ogg Vorbis, WavPack, Musepack, AAC, ALAC, WMA, WAV, DTS, audio CD, mnoho forem souborových modulů a hudbu z herní konzole. TAK a Opus jsou podporovány prostřednictvím ffmpeg/libav.
- Cue sheet podpora obou formátů (built-in) formát a externí soubory. Podpora iso.wv.
- Znakové kódování Windows-1251 a ISO 8859-1  UTF-8.
- Nezávislé na GNOME, KDE nebo gstreameru.
- Plug-in architektura.
- Gapless přehrávání.
- Přizpůsobitelné systemd upozornění (OSD).
- Podpora čtení a zapisování playlistů ve formátu M3U a PLS.
- Síťové přehrávání podcastů pomocí SHOUTcast, Icecast, MMS, HTTP a FTP.
- Přizpůsobitelné globální klávesové zkratky.
- Tagy podporující (čtení a zápis) pro ID3v1, ID3v2, APEv2, Vorbis komentáře, iTunes.
- Hromadné označování a flexibilní značkování (vlastní tagy).
- Vysoce kvalitní přehrávání pomocí ALSA, možnost přímého přístupu na zvukový HW bez účasti PulseAudio, bez resamplování / převzorkování - Linux/Unix)
- Bit-perfect výstup v určitých konfiguracích.
- Zvukový výstup přes ALSA, PulseAudio a OSS.
- Scrobbling do last.fm, libre.fm nebo jakékoliv GNU FM serveru.
- transcoder.
- ReplayGain podpora.
- Multi-kanálové přehrávání.
- 18-pásmový ekvalizér.
- Jednoduché uživatelské rozhraní z příkazového řádku , stejně jako grafické uživatelské rozhraní realizován v GTK+ (verze 2 nebo 3). GUI je plně přizpůsobitelný.